# Fedcupový tým Sovětského svazu
Fedcupový tým Sovětského svazu reprezentoval Sovětský svaz ve Fed Cupu v letech 1968–1991. Počínaje rokem 1992 původně sovětské hráčky začaly hrát za nástupnické státy vzniklé na základech sovětského státu.

## Historie
Družstvo soutěž nikdy nevyhrálo. V letech 1988 a 1990 skončilo jako poražený finalista. V prvním případě podlehlo Československu 1:2 na zápasy. O dva roky později nestačilo stejným poměrem na Spojené státy. Posledním utkáním Sovětského svázu se stalo druhé kolo Světové skupiny 1991, v němž tým podlehl Československu 1:2.
Mezinárodní tenisová federace přičetla všechny výsledky dosažené v sovětské éře družstvu Ruské federace. Hráčské statistiky týmu vedla Larisa Savčenková.

## Tituly
Tituly
- 0

Finále
- 1988; finále SSSR–ČSSR 1:2
- 1990; finále SSSR–USA 1:2

## Hráčky v roce 1991
- Larisa Savčenková
- Nataša Zverevová
- Natalia Medveděvová
- Jelena Brjuchovecová